# Barry Mungar
Barry Mungar, né le 4 novembre 1961, à Ottawa, au Canada, est un ancien joueur canadien de basket-ball. Il évolue durant sa carrière au poste d'ailier.

## Palmarès
- 3e du championnat des Amériques 1988